# Lasaia aerugo
Lasaia aerugo is een vlindersoort uit de familie van de prachtvlinders (Riodinidae), onderfamilie Riodininae.
Lasaia aerugo werd in 1972 beschreven door Clench.